# أنجيلا هيل
أنجيلا باتريس هيل (بالإنجليزية: Angela Patrice Hill؛ مواليد 12 يناير 1985) هي مُقاتلة فنون قتالية مختلطة أمريكية.

## وصلات خارجية
- أنجيلا هيل على موقع يو إف سي (الإنجليزية)
- أنجيلا هيل على موقع شيردوغ (الإنجليزية)
- أنجيلا هيل على موقع Tapology.com (الإنجليزية)
- أنجيلا هيل على موقع فايت ماتريكس (الإنجليزية)